# محمدرضا عادلخانی
محمدرضا عادلخانی (زادهٔ ۲۴ بهمن ۱۳۲۶) بازیکن سابق فوتبال اهل ایران است که سابقه عضویت در باشگاه‌های تاج و آکادمی بایرن مونیخ را در کارنامه ورزشی خود دارد. وی در آکادمی بایرن مونیخ با فرانتس بکن‌باوئر هم‌تیمی بود.

## دوران باشگاهی
محمدرضا عادلخانی در بین سال های ۱۹۶۲ تا ۱۹۶۴ در آکادمی باشگاه بایرن مونیخ عضویت داشت؛ در آن سال ها بزرگانی مانند فرانتس بکن بائر ، سپ مایر و هانس گئورگ شوارتزنبک در آکادمی بایرن مونیخ بازی می کردند که در سال های آینده به تیم اصلی رفتند و نسل طلایی بایرن مونیخ را تشکیل دادند که به سه قهرمانی متوالی لیگ قهرمانان اروپا در سال های ۱۹۷۴ ، ۱۹۷۵ و ۱۹۷۶ ختم شد.
محمد عادلخانی برای تیم *آکادمی* بایرن مونیخ به میدان رفت سپس به بورسیا ووپرتاپر پیوست. وی پس از مصدومیت و تا قبل از بازگشت به لیگ ایران در باشگاه‌های دیگر آلمان مانند واتنشید، کلافلد جیسوید بازی کرد. پس از بازگشت به لیگ ایران دو باره چند سال برای تیم تاج (استقلال) بازی کرد و سپس سالهای انتهایی بازی خود را در شهباز سپری کرد.

## دوران فوتبالی عادلخانی در سطح ملی
وی که سابقه شش سال پوشیدن تیم ملی را دارد از سال ۱۳۵۲ تا ۱۳۵۷ در تیم ملی کشور حضور داشت و از بازیکنانی بود که برای جام جهانی ۱۹۷۸
آرژانتین برگزیده شده بود که در نهایت به علت مصدومیت این رویداد بزرگ را از دست داد.
از بازی‌های خاطره‌انگیز عادلخانی برای تیم ملی فوتبال ایران دیدار فینال بازی‌های آسیایی ۱۹۷۴ است که در میان انبوه تماشاگران در ورزشگاه آزادی تهران برگزار گردید. سماجت عادلخانی در دقیقهٔ ۳۰ این دیدار موجب گل به خودی ایحک شوم بازیکن فوتبال اسرائیلی و قهرمانی تیم ایران در این مسابقات گردید.